# Subterenochiton gabrieli
Subterenochiton gabrieli is een keverslakkensoort uit de familie van de Ischnochitonidae. De wetenschappelijke naam van de soort is voor het eerst geldig gepubliceerd in 1912 door Hull.